# Domna
Domna é uma divindade da mitologia celta da Islândia. Com base na etimologia do nome Danu, pensa-se que tenha relação com Domna; outros, porém, sugerem relação com os dumnônios da Britânia.